# Fossano
Fossano – miejscowość i gmina we Włoszech, w regionie Piemont, w prowincji Cuneo.
Według danych na rok 2004 gminę zamieszkiwały 23 865 osób, 183,6 os./km².
Gminą partnerską Fossano jest gmina Długołęka. Akt partnerstwa podpisano 18 kwietnia 2009 roku.

## Współpraca
- Rafaela, Argentyna
- Camponogara, Włochy
- gmina Długołęka, Polska